# Písac

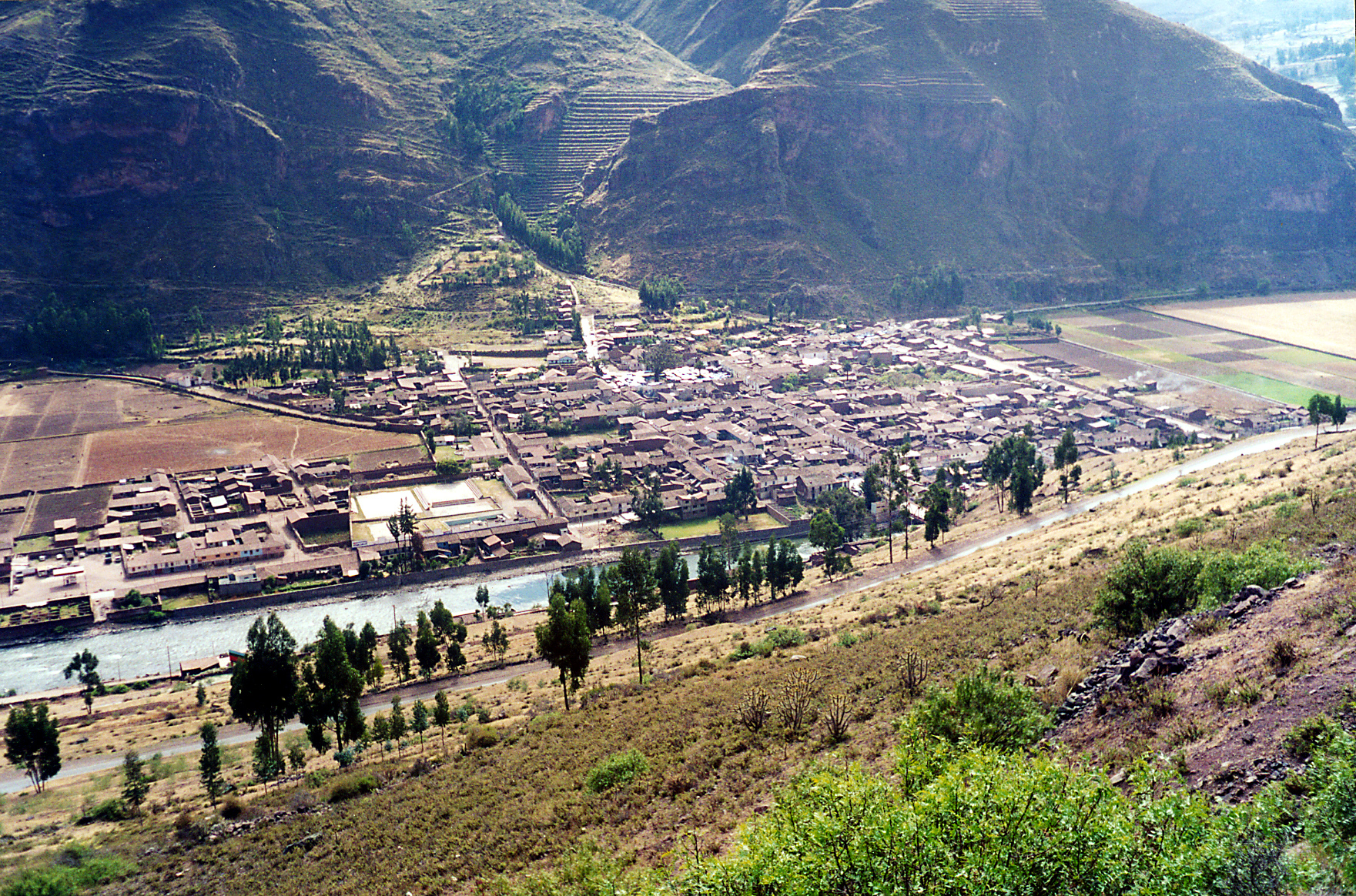
Písac

Písac (język keczua: Pisaq) – miasteczko w Peru położone 33 kilometry od Cusco. Stanowi bazę wypadową do zwiedzania pobliskiego stanowiska archeologicznego, jednego z najważniejszych w tzw. Świętej Dolinie Inków. Zgodnie ze zwyczajami Inków, którzy budowali miasta na planie mającym zarys różnych zwierząt, Písac zbudowano w formie kuropatwy, zgodnie z nazwą miasta.  Miasto składa się z dwóch odrębnych części - inkaskiej i kolonialnej. 